# Handley Page Halifax
Handley Page Halifax var ett brittiskt fyrmotorigt tungt bombflygplan som användes av bland annat brittiska flygvapnet under andra världskriget.

## Historik
Planet flög första gången den 25 oktober 1939 och var i tjänst under hela kriget. Det sista flygvapen som använde Halifax var det pakistanska som avvecklade sina plan 1961. Planet användes också av ett antal andra flygvapen, bland annat Royal Canadian Air Force, Royal Australian Air Force och Royal New Zealand Air Force.
Efter kriget användes planet bland annat för luftbron under Berlinblockaden 1948–1949.
Idag finns bara tre någorlunda kompletta exemplar av Halifax på museer runt om i världen. Två av dem är relativt välbevarade vrak av plan som havererat på norskt territorium. Ett av dem var med under attacken mot slagskeppet Tirpitz 1944, och tvingades nödlanda på sjön Hoklingen. Detta flygplan bärgades 1973. Ett annat plan bärgades från sjön Mjösa och transporterades till Kanada 1995. Efter 10 år av restaurering ställdes det ut på RCAF Memorial Museum i Kanada.

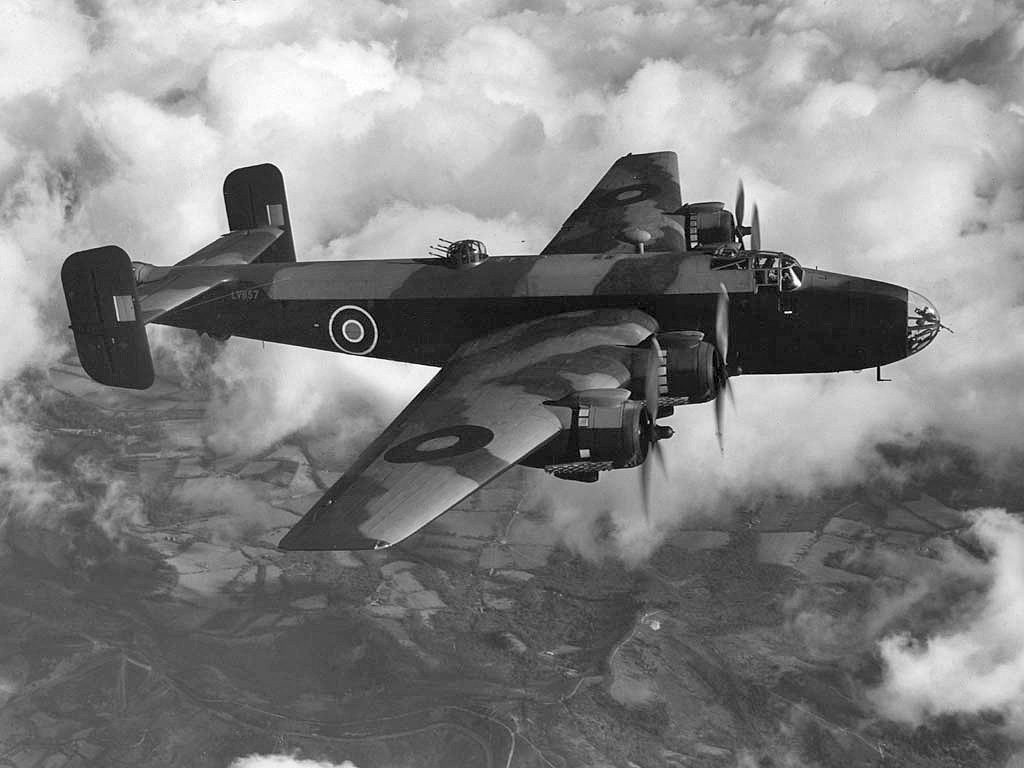
Halifax Mk. III.

## Källhänvisningar